# Сейда (приток Усы)
Сейда (также Сёйда) — река в Ненецком автономном округе и Республике Коми, правый приток реки Уса (бассейн Печоры). Длина — 131 км, площадь водосбора 1690 км².
У ненцев Сейдой называется «сопка, холм», у саамов — «священный камень», «каменный идол», «каменное божество».
Берёт начало из озера Большие Сейты к западу от Воркуты на высоте 138 м над уровнем моря. Протекает по Большеземельской Тундре по территории Республики Коми параллельно реке Воркута, к западу от последней. В верхнем течении протекает через озеро Сабарты. Течёт преимущественно на юг. В среднем течении образует непродолжительный участок границы между Республикой Коми и Ненецким автономным округом. Меандрирует в среднем и верхнем течении, изредка встречаются перекаты. Долина реки корытообразная, асимметричная. Берега крутые, обрывистые до 20 м высотой, но коренные отложения не вскрываются. Ширина в нижнем течении 50-70 метров при глубине 1,2-1,3 м. Впадает в Усу (приток Печоры) на 438-м км от устья, выше по течению посёлка Сейда на высоте 65 м.  Посёлок Сейда именуется по названию реки.
Крупнейший приток (левый) — река Большой Ярвож. Другие значительные притоки: Панэчатывис (Кайташор) (левый), Шагляшор (левый), Покойница-Шор (левый), Комашор (левый), Харбейтывис (правый), Тиня-Силова-Шор (правый), Инькатывис (правый), Сейдамадага (левый), Хорынейтывис (правый), Сэха (правый). 